# Тур-реализм
Тур-реали́зм — направление в организованном туризме, подразумевающее максимальное погружение в культуру страны пребывания, при котором туристический оператор обеспечивает туристу максимальные комфорт, сервис и безопасность.
Тур-реализм получил достаточно широкое распространение и признание в качестве альтернативы как организованному массовому туризму, при котором отдыхающие практически не контактируют со страной пребывания и имеют возможность увидеть только лишь малую часть достопримечательностей и ознакомиться только со специально «адаптированной» для иностранных туристов местной культурой; так и туризму дикому, индивидуальному, при котором иностранец предоставлен сам себе и должен самостоятельно составлять культурную программу и решать все возникающие проблемы в незнакомой стране.

## Особенности тур-реализма
- Малые группы — количество туристов в группе не превышает 5-10 человек. Обычно группа — это либо семья, либо компания друзей. Цель маленьких групп — полное исключение посторонних (незнакомых) людей из отдыха.
- Индивидуальное планирование и подход — в отличие от организованного туризма даты проживания и экскурсий, а также количество экскурсий не являются изначально чётко зафиксированными, так как на рынке тур-реализма работают обычно небольшие туроператоры, способные гибко подстраиваться под требования клиента.
- Проживание не в гостиницах, а в частных виллах и апартаментах — лишь проживая не среди других иностранных туристов в «резервациях», а непосредственно среди местного населения можно погрузиться в культуру и традиции принимающей страны.
- Дополнительные сервисы — туроператор предоставляет максимальное количество услуг, призванных упростить проживание в незнакомой стране: продукты доставляются на дом, предоставляются телефоны с местной сим-картой, доступ в интернет и т. п.
- Экскурсии в неразрекламированные места — большая часть групповых организованных экскурсий обычно осуществляется в специально оборудованные и широко разрекламированные «места туристического интереса», про них же обычно пишут и в туристических путеводителях. Операторы же тур-реализма стараются проводить свои экскурсии в не менее, а во многих случаях, и в более интересных местах, которые при этом совершенно не известны широкой публике.